# Conflans-sur-Seine
Conflans-sur-Seine è un comune francese di 689 abitanti situato nel dipartimento della Marna, nella regione del Grand Est.

## Società

### Evoluzione demografica
Abitanti censiti